# Oksazyrydyna

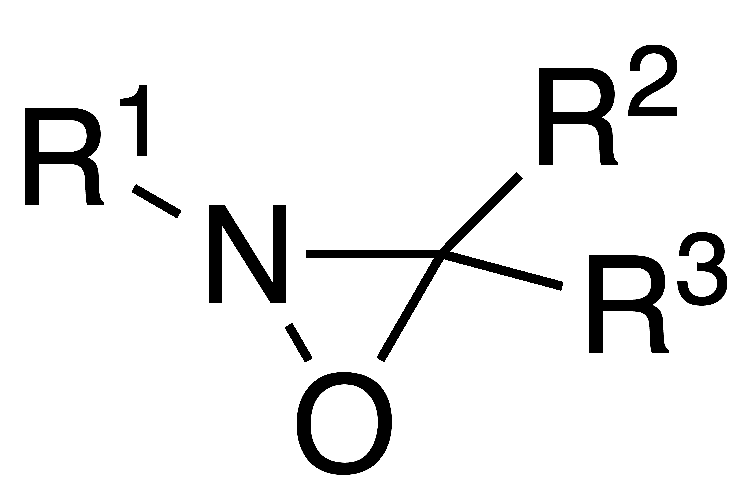
Wzór ogólny pochodnych oksazyrydyny

Oksazyrydyna – nasycony, heterocykliczny związek organiczny zbudowany z trzyatomowego pierścienia zawierającego dwa heteroatomy, którymi są azot i tlen.
Pochodne oksazyrydyny zostały po raz pierwszy otrzymane w połowie lat 50. XX wieku przez Williama D. Emmonsa, a następnie przez Krimma i Hornera i Jürgensa.  Tlen i azot zazwyczaj działają jako nukleofile z uwagi na ich wysoką elektroujemność przez co oksazyrydyna ulega łatwo substytucji nukleofilowej zachodzącej przy obu heteroatomach. Reaktywność ta jest spowodowana silnym napięciem pierścienia oraz stosunkowo słabym wiązaniem azotu z tlenem. Nukleofile mają tendencję do ataku na azyrydynowy atom azotu, gdy podstawnik przy azocie jest mały (R1= H) i na atom tlenu, gdy podstawnik znajdujący się przy atomie azotu powoduje zawadę przestrzenną. Niezwykłe wysycenie cząsteczki oksazyrydyny elektronami można wykorzystać do podstawienia atomem tlenu i azotu w wielu reakcjach chemicznych takich jak: α-hydroksylowanie anionów enolanowych, epoksydowanie alkenów, selektywne utlenianie siarczków i selenków oraz aminowanie atomem azotu.
Opracowano chiralne pochodne oksazyrydyny, dzięki którym możliwe jest przeprowadzanie reakcji stereospecyficznych za pomocą heteroatomów. Chiralność pochodnych oksazyrydyny może wynikać ze struktury podstawników lub też z konformacyjnego zablokowania atomu azotu. Oksazyrydyny są unikalne pod względem posiadania wysokiej energetycznej bariery inwersji atomu azotu, który zachowuje swoją konfigurację absolutną. Chiralne kamforosulfonylooksazyrydyny zostały otrzymane przez F. A. Davisa w 1970 roku i stały się podstawą syntezy związków asymetrycznych. α-Hydroksylacja z zastosowaniem kamforosulfonylooksazyrydyny jest kluczowym krokiem w syntezie paklitakselu, alkaloidu otrzymywanego dotychczas z kory cisa zachodniego, stosowanego jako środek w chemioterapii.